# یان کادار
یان کادار (اسلواکی: Ján Kadár؛ ۱ آوریل ۱۹۱۸ – ۱ ژوئن ۱۹۷۹) کارگردان و فیلم‌نامه‌نویس اهل اسلواکی بود. وی بین سال‌های ۱۹۴۵ تا ۱۹۷۹ میلادی فعالیت می‌کرد. او در سال ۱۹۶۵ میلادی به همراه المار کلوس برای فیلم فروشگاه در خیابان اصلی جایزه اسکار بهترین فیلم خارجی زبان را دریافت کرد.